# 东突厥斯坦伊斯兰共和国
東突厥斯坦伊斯蘭共和國（維吾爾語：شەرقىي تۈركىستان ئىسلام جۇمھۇرىيىتى‎）是20世紀30年代的一個不被承認的伊斯蘭共和國。1933年11月12日，該政權於中華民國新疆省的喀什行政区成立；1934年2月，在出身馬家軍的青海军阀马仲英进攻下，该国被回族武装击败，最终被其總統和加尼牙孜宣布解散。

## 背景
20世纪30年代初，新疆省督軍金樹仁推行的改革措施使新疆社会经济受到冲击，民族矛盾激化。1933年初，新疆南部和阗等地發生暴動。同年1月，焉耆回族首领马占仓联合库车脚夫行头铁木尔伯克在库车起事，至2月底占领阿克苏，直逼南疆首府喀什。同期，于田农民和墨玉金矿矿工先后起事，矿工在首领伊斯买尔汗和加的领导下攻占县城，继而向西占据叶城、泽普，围攻重镇莎车，金树仁政府在南疆的统治岌岌可危。
与此同时，一些泛伊斯兰主义、泛突厥主义的团体和组织先后建立，其中主要有20世纪30年代初在和阗建立、以穆罕默德·伊敏为首的民族革命委员会，该组织取代伊斯买尔汗和加，取得了墨玉暴动的领导权。另一个是在喀什活动的青年喀什噶尔党，他们控制了库车暴动首领铁木尔，进而又派代表前往北疆与哈密暴动的首领和加尼牙孜联络。

## 建立
1933年2月20日，民族革命委员会在和阗集会，宣布成立独立的和阗临时政府，后改称和阗伊斯兰政府，由穆罕默德·尼牙孜·艾来木担任总统，沙比提大毛拉任总理，穆罕默德·伊敏号称埃米尔。6月，向喀什进军。7月，沙比提大毛拉亲自率后续部队增援喀什，却遭占据喀什回城的铁木尔偷袭，沙比提大毛拉等头目被拘留，所部被解除武装。8月，铁木尔部被占据喀什汉城的马占仓部截杀，其本人被俘后遭枪决。和阗伊斯兰政府军乘机反攻，占据莎车和英吉沙，兵临喀什。
和阗民族革命委员会与喀什青年喀什噶尔党宣布合并。沙比提大毛拉于1933年8月25日在疏附（喀什噶爾回城）建立了和阗伊斯兰政府驻喀什管理局，自任局长。9月10日，在沙比提大毛拉的主持下，喀什成立了由11人组成的东突厥斯坦独立会，取代管理局。沙比提大毛拉自任该会主席，宣布独立会的宗旨是建立东突厥斯坦伊斯兰共和国。
1933年11月12日晚，东突厥斯坦伊斯兰共和国宣告成立，公布了《组织纲领》、《施政纲领》以及宪法和政府成员名单。推舉滯留在阿克蘇的和加尼牙孜任总统，沙比提大毛拉自任总理，同时任命了各部部长及国务议会秘书长等要职。《组织纲领》共30条，其中第二条宣称：“东突厥斯坦为永久民主共和国，请求南京政府或国际联盟予以便利，协助人民，共同努力，以达最终之目的而保永久之独立”。
东突厥斯坦伊斯兰共和国成立后，陆续派人前往英属印度、阿富汗、伊朗等地活动，谋求外交承认。同时在喀什、和田发行钞票，出版《东突厥斯坦周报》、《独立》月刊、《自由杂志》、《生存周报》等刊物。

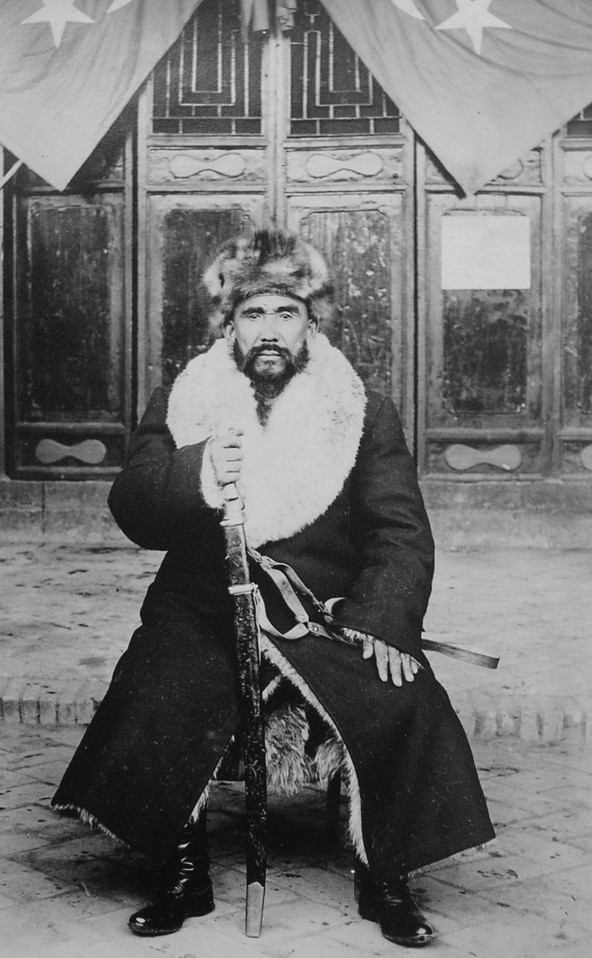
东突厥斯坦伊斯兰共和国总统和加尼牙孜坐在国旗前

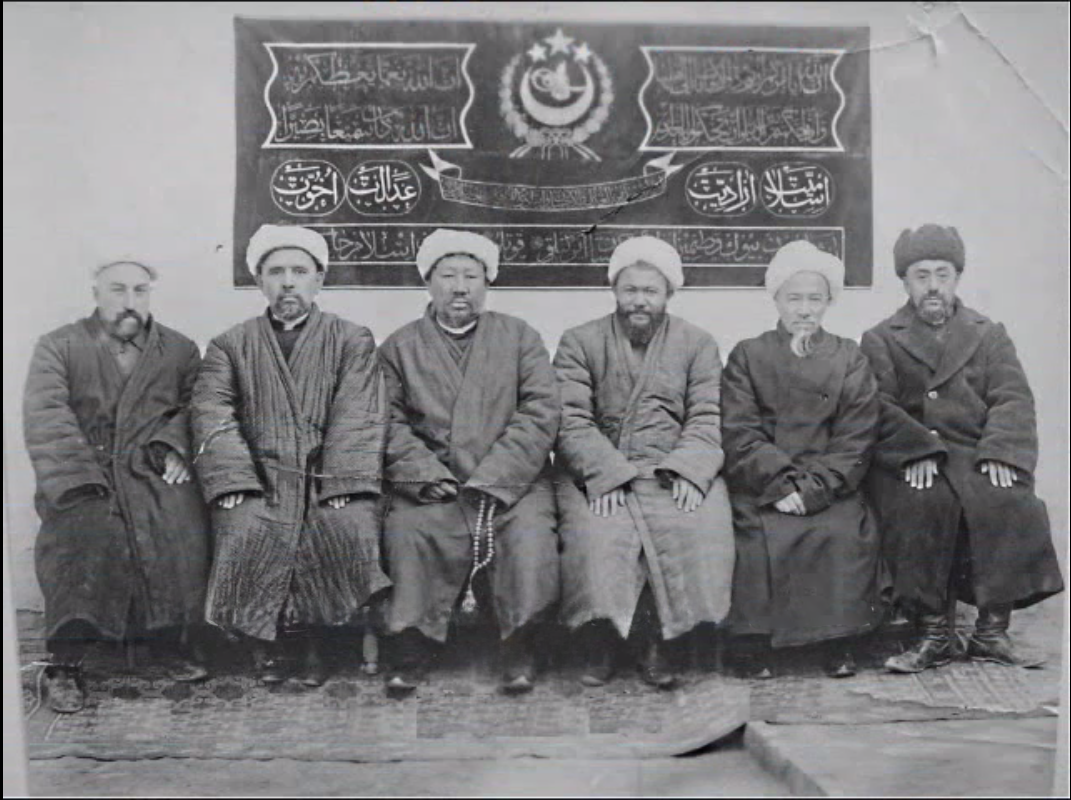
东突厥斯坦伊斯兰共和国总理沙比提大毛拉（右三）与各部长坐在国徽前

## 象征
制定了国旗、国徽。

## 财政
在喀什、和田发行了钞票。

## 文化出版
发行了《东突厥斯坦周报》、《独立》月刊、《自由杂志》、《生存周报》等刊物。

## 外交
东突厥斯坦伊斯兰共和国宣告成立后，公布了30条《组织纲领》，其中第二条宣称：“东突厥斯坦为永久民主共和国，请求南京政府或国际联盟予以便利，协助人民，共同努力，以达最终之目的而保永久之独立”。同时，东突厥斯坦伊斯兰共和国也陆续派人前往英属印度、阿富汗、伊朗等地活动，谋求外交承认。

## 灭亡
受盛世才和苏联红军联合追击的自阿克苏退往喀什的马仲英部马福元先头部队，与坚守疏勒（喀什噶爾漢城）的马占仓、马绍武部会合，目标直指东突厥斯坦伊斯兰共和国，沙比提大毛拉、和加尼牙孜闻讯后出逃。1934年2月6日，马福元等兵不刃血地占领了喀什回城。据英国驻喀什总领事汤姆森·格洛费报称：马仲英部进军喀什，几乎没遇到什么抵抗，“大约800名东干（指回族）士兵和1200名新兵（指马福元部）就迫使10000人的叛军逃离喀什”，东突厥斯坦伊斯兰共和国宣告灭亡。
东突厥斯坦伊斯兰共和国灭亡后，政权的残余人员在沙比提大毛拉的带领下向西逃往英吉沙，而总统和加尼亚孜则向东逃往中苏边界的伊尔克什塘。在苏方的协调下，和加尼亚孜同意解散东突厥斯坦伊斯兰共和国，服从新疆省政府，并赴迪化（今乌鲁木齐）出任新疆省副主席。1934年3月2日，沙比提大毛拉在英吉沙召开内阁特别会议，宣称拒绝和加尼亚孜下达的解散令。4月中旬，和加尼亚孜領兵进占莎车，逮捕了沙比提大毛拉及部分内阁部长。7月，沙比提大毛拉等被押往迪化，后死于狱中。6月，马仲英部下马虎山统兵进军和阗，和阗伊斯兰政府土崩瓦解，穆罕默德·伊敏逃亡克什米尔。